# Departamento Santa Victoria
Santa Victoria es un departamento ubicado en la provincia de Salta en Argentina. Tiene 3912 km² y limita al norte con el Estado Plurinacional de Bolivia, al este con el departamento de Orán, al sur con el departamento Iruya, y al oeste con la provincia de Jujuy.

## Cuestiones limítrofes
Como consecuencia de la rectificación fronteriza debida al tratado de límites entre Argentina y Bolivia firmado el 9 de julio de 1925, y puesto en vigor el 11 de octubre de 1938 la provincia de Salta incorporó en 1941 el área de Los Toldos, hasta entonces boliviana.
A fines de 2013 surgió una polémica sobre la instalación de un nuevo hito fronterizo entre Argentina y Bolivia en el Abra de Santa Cruz el 28 de noviembre de 2013, el cual densificó la división fronteriza entre ambos países sobre una línea geométrica imaginaria entre los ya existentes hitos Peña Horco y cerro Mecoya, colocados en marzo de 1940. La acción definió que el poblado kolla de Abra de Santa Cruz y las nacientes del río Santa Cruz en el valle del Silencio están en territorio boliviano y generó reclamos de las 17 familias argentinas que lo pueblan. Hasta entonces la población local situaba por tradición el límite internacional a 2,5 km al norte, por lo que el caserío indígena de Abra de Santa Cruz se consideraba argentino. A mediados de 2014 autoridades de Bolivia y la provincia de Salta desmintieron cualquier diferendo limítrofe, afirmando que los hitos siguen estando en el mismo lugar, establecidos por el tratado de 1925, todo había sido un error social del lugar.

## Localidades
- Santa Victoria Oeste
- Los Toldos
- Nazareno
- Poscaya
- Campo La Cruz
- San Marcos
- Acoyte

## Parajes
- Aguilar (4206 m s. n. m.)
- Campo La Paz
- Cañani
- El Mezón
- El Puesto
- La Falda
- La Huerta
- La Soledad
- Lipeo
- Lizoite
- Hornillos
- Abra de Mecoyita
- Mecoyita
- Rodeo Pampa
- San José de Aguilar
- San Felipe
- Paltoroa
- Papachacra
- Pucará
- Santa Cruz
- Punco Vizcana
- Tres Lagunas (4364 m s. n. m.)
- Tuctuca (4498 m s. n. m.)
- Viscachani

## Demografía
Según el INDEC durante el censo argentino de 2010 la población del departamento fue de 10.344 habitantes.
Para el censo 2022 el departamento registró 9413 habitantes. Esto representó una baja en la cantidad de personas del 9%. Estos datos lo posicionaron como el único departamento con pérdida de población de la provincia.
|           | 1869  | 1895    | 1914    | 1947    | 1960   | 1970   | 1980   | 1991    | 2001   | 2010   | 2022 |
| Población | 3.278 | 3.753   | 4.222   | 6.690   | 6.300  | 6.619  | 7.223  | 10.558  | 11.122 | 10.344 | 9413 |
| Variación | -     | +14,49% | +12,49% | +58,45% | -5,82% | +5,06% | +9,12% | +46,17% | +5,34% | -8,1%  | -9%  |